# Despicable Me (série de filmes)
Despicable Me (Meu Malvado Favorito no Brasil; Gru - O Maldisposto em Portugal) é uma série de filmes e franquia de mídia americana criada por Sergio Pablos, Cinco Paul e Ken Daurio. Ele é centrado em um supervilão que virou agente secreto chamado Gru, suas filhas adotivas, Margo, Edith e Agnes, e seus Minions. A franquia é produzida pela Illumination Entertainment e distribuída por sua empresa mãe, a Universal Pictures.
A franquia começou com o filme de mesmo nome de 2010, que foi seguido por três sequências, Despicable Me 2 (2013), Despicable Me 3 (2017) e Despicable Me 4 (2024) e duas prequelas spin-off, Minions (2015) e Minions: The Rise of Gru (2022). A franquia também inclui muitos curtas-metragens, um especial de televisão, vários videogames e uma atração de parque temático.

## Filmes
| Filme                    | Data de lançamento | Diretor(es)                 | Produtor(es)                                  | Distribuição                                  |
| ------------------------ | ------------------ | --------------------------- | --------------------------------------------- | --------------------------------------------- |
| Despicable Me            | 2010               | Pierre Coffin, Chris Renaud | Chris Meledandri, John Cohen, Janet Healy     | Illumination Entertainment, Universal Studios |
| Despicable Me 2          | 2013               | Pierre Coffin, Chris Renaud | Chris Meledandri, Janet Healy                 | Illumination Entertainment, Universal Studios |
| Minions                  | 2015               | Pierre Coffin, Kyle Balda   | Chris Meledandri, Janet Healy                 | Illumination Entertainment, Universal Studios |
| Despicable Me 3          | 2017               | Pierre Coffin, Kyle Balda   | Chris Meledandri, Janet Healy                 | Illumination Entertainment, Universal Studios |
| Minions: The Rise of Gru | 2022               | Kyle Balda                  | Chris Meledandri, Brett Hoffman, Chris Renaud | Illumination Entertainment, Universal Studios |
| Despicable Me 4          | 2024               | Chris Renaud                | Chris Meledandri, Brett Hoffman               | Illumination Entertainment, Universal Studios |
| Minions 3                | 2026               | Pierre Coffin               | Chris Meledandri, Bill Ryan                   | Illumination Entertainment, Universal Studios |

### Série principal

#### Meu Malvado Favorito(2010)
Alguém rouba umas das pirâmides do Egito, e isso instiga Gru, o protagonista, ou melhor vilão, a realizar um roubo maior do que esse. Surge a ideia de roubar a Lua, por tanto ele precisa de um foguete e um "raio encolhedor", dessa forma conseguiria roubar a Lua e se tornar o maior vilão da História. Mas para a construção do foguete ele precisa de um empréstimo, que não consegue junto ao banco, e após roubar o "raio encolhedor" este é roubado dele. Para reaver o objeto roubado ele cria um plano que necessita de três meninas: Margo, Edith e Agnes, que são adotadas por ele. Mas passam a influenciar sua vida de uma maneira que ele nunca teria imaginado.
Meu Malvado Favorito estreou no Festival Internacional de Cinema de Animação de Annecy em 9 de junho de 2010, e foi lançado nos Estados Unidos em 9 de julho.

#### Meu Malvado Favorito 2(2013)
A agente secreta Lucy Wilde recruta Gru para investigar o roubo de um poderoso mutagênico por El Macho, um supervilão que busca dominar o mundo.
Meu Malvado Favorito 2 estreou na Austrália em 5 de junho de 2013, e foi lançado nos Estados Unidos em 3 de julho.

#### Meu Malvado Favorito 3(2017)
Gru se junta ao seu irmão gêmeo há muito perdido, Dru, para impedir Balthazar Bratt, um ex-ator infantil da década de 1980, de destruir Hollywood, Los Angeles, depois que seu show foi cancelado anos atrás.
Meu Malvado Favorito 3 estreou no Festival Internacional de Cinema de Animação de Annecy em 14 de junho de 2017, e foi lançado nos cinemas dos Estados Unidos em 30 de junho.

#### Meu Malvado Favorito 4(2024)
O desenvolvimento de um quarto filme de Despicable Me começou em setembro de 2017. Foi oficialmente confirmado em fevereiro de 2022, com Renaud, Delage e White contratados como diretor, codiretor e escritor, respectivamente. A produção do filme estava em andamento desde junho de 2022. A maior parte do elenco de voz principal foi anunciada em janeiro de 2024, com Hoffman e Daurio revelados como coprodutor e co-roteirista, respectivamente.
Despicable Me 4 teve sua première no Jazz at Lincoln Center em Nova Iorque em 9 de junho de 2024 e foi lançado nos cinemas dos Estados Unidos em 3 de julho de 2024. Embora sua recepção com a crítica tenha sido morna, foi mais um sucesso de bilheteria e público da franquia.

### Série prequela

#### Minions(2015)

Logotipo da série Minions

Os Minions procuram seu mestre maligno substituível depois de, um por um, matarem acidentalmente todos os seus líderes anteriores ao longo da história.

#### Minions 2: A Origem de Gru(2022)
Continuação do filme de 2015, desta vez no ano de 1976, Felonius Gru, de 12 anos, está crescendo nos subúrbios. Fanboy de um supergrupo de super-vilões conhecido como Sexteto Sinistro, Gru traça um plano para se tornar mau o suficiente para se juntar a eles. Quando o Sexteto Sinistro demitem seu líder, o lendário lutador Willy Kobra, Gru é entrevistado para se tornar seu mais novo membro. Não vai bem, e só piora depois que Gru os rouba e de repente se vê o inimigo mortal do ápice do mal. Em fuga, Gru recorrerá a uma fonte improvável de orientação, o próprio Willy, e descobrirá que até os bandidos precisam de uma pequena ajuda de seus amigos.

#### Minions 3(2026)
Uma sequência, provisoriamente sob o título Minions 3, está programada para ser lançada em 1º de julho de 2026 após ter sido inicialmente programada para ser lançada em 30 de junho de 2027.